# Charleston Naval Shipyard
Der Charleston Navy Yard war eine am Westufer des Cooper River gelegene Bau- und Reparaturwerft der US Navy in North Charleston, South Carolina. Sie wurde 1909 als Trockendock gegründet und bis  1996 von der Marine betrieben. Danach wurde sie im Zuge des Abbaus von Kapazitäten an Detyens Shipyards, Inc. vermietet.
Die Werft produzierte als erstes Schiff den Zerstörer USS Tillman (DD-135) und erweiterte die Produktion in den 1930er Jahren. Insgesamt wurden 21 Zerstörer im Charleston Navy Yard auf Kiel gelegt.
In jüngerer Zeit wird ein 340 Acre großer Bereich der früheren Basis als umweltverträgliche Drehscheibe für die Stadt North Charleston wiederbelebt. Das Bauprojekt trägt den Namen The Navy Yard. Die Grundsteinlegung fand 2005 statt.